# كليفورد ستاين
كليفورد ستاين (بالإنجليزية: Clifford Stine)‏ هو مصور سينمائي أمريكي، ولد في 24 مارس 1906 في كاليفورنيا في الولايات المتحدة، وتوفي في 12 ديسمبر 1986 في بومونا في الولايات المتحدة.

## وصلات خارجية
- كليفورد ستاين على موقع IMDb (الإنجليزية)
- كليفورد ستاين على موقع ألو سيني (الفرنسية)
- كليفورد ستاين على موقع أول موفي (الإنجليزية)
- كليفورد ستاين على موقع قاعدة بيانات الأفلام السويدية (السويدية)
- كليفورد ستاين على موقع قاعدة بيانات الفيلم (الإنجليزية)
- كليفورد ستاين على موقع كينوبويسك (الروسية)